# 埃尔会堂
埃尔会堂（Beth El Synagogue）意为神的殿，是中国上海的第一座犹太会堂，已经拆卸。
犹太人在1848年开始定居上海，其中大部分是塞法迪犹太人，来自巴格达和印度孟买。在1870年代，巴格达犹太人社团使用租用的地点举行宗教仪式。埃尔会堂成立于1887年8月2日。它坐落在英租界的一条主干道北京路16号，靠近外滩。
雅各·以利亚·沙逊和爱德华·以利亚·沙逊在上海公共租界西区建造了规模宏大的拉结会堂（Ohel Rachel Synagogue），用以取代埃尔会堂。拉结会堂在1920年3月开放。